# Cotesia scitula
Cotesia scitula är en stekelart som först beskrevs av Riley 1881.  Cotesia scitula ingår i släktet Cotesia och familjen bracksteklar. Inga underarter finns listade i Catalogue of Life.